# 釧路西インターチェンジ
釧路西インターチェンジ（くしろにしインターチェンジ）は、北海道釧路市北園にある道東自動車道のインターチェンジである。

## 歴史
- 2014年（平成26年）12月9日：当ICの名称が、「釧路IC（仮称）」から「釧路西IC」で正式決定[1]。
- 2016年（平成28年）3月12日：釧路外環状道路・釧路西IC - 釧路東IC間開通に伴い供用開始[2]。
- 2024年（令和6年）9月12日：釧路外環状道路 釧路西IC - 釧路別保IC間の道路名称を「一般国道38号・44号 釧路外環状道路」から「道東自動車道」に変更[3]。
- 2024年（令和6年）12月22日：道東自動車道・阿寒IC - 釧路西IC間開通[4]。

## 周辺
- 鶴野地区・昭和地区ニュータウン 郊外型新興住宅地
- 釧路臨海工業地帯
- 釧路港西港区　国際バルク戦略港湾

## 接続する道路
- 直接接続
  - 国道38号（釧路新道）
  - 北海道道148号釧路西インター線

## 料金所
- 通行料金は無料のため、料金収受設備の設置の予定はなし。

## 隣
E38 道東自動車道
(17) 阿寒IC - (17-1) 釧路空港IC - (18) 釧路西IC
E38 釧路外環状道路
(18) 釧路西IC - (19) 釧路中央IC